# Figueres

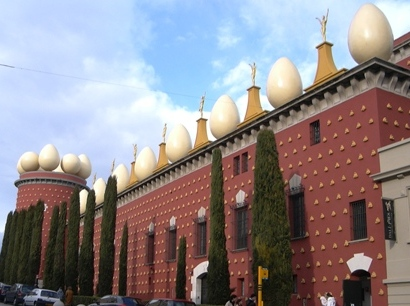
Dalí museum

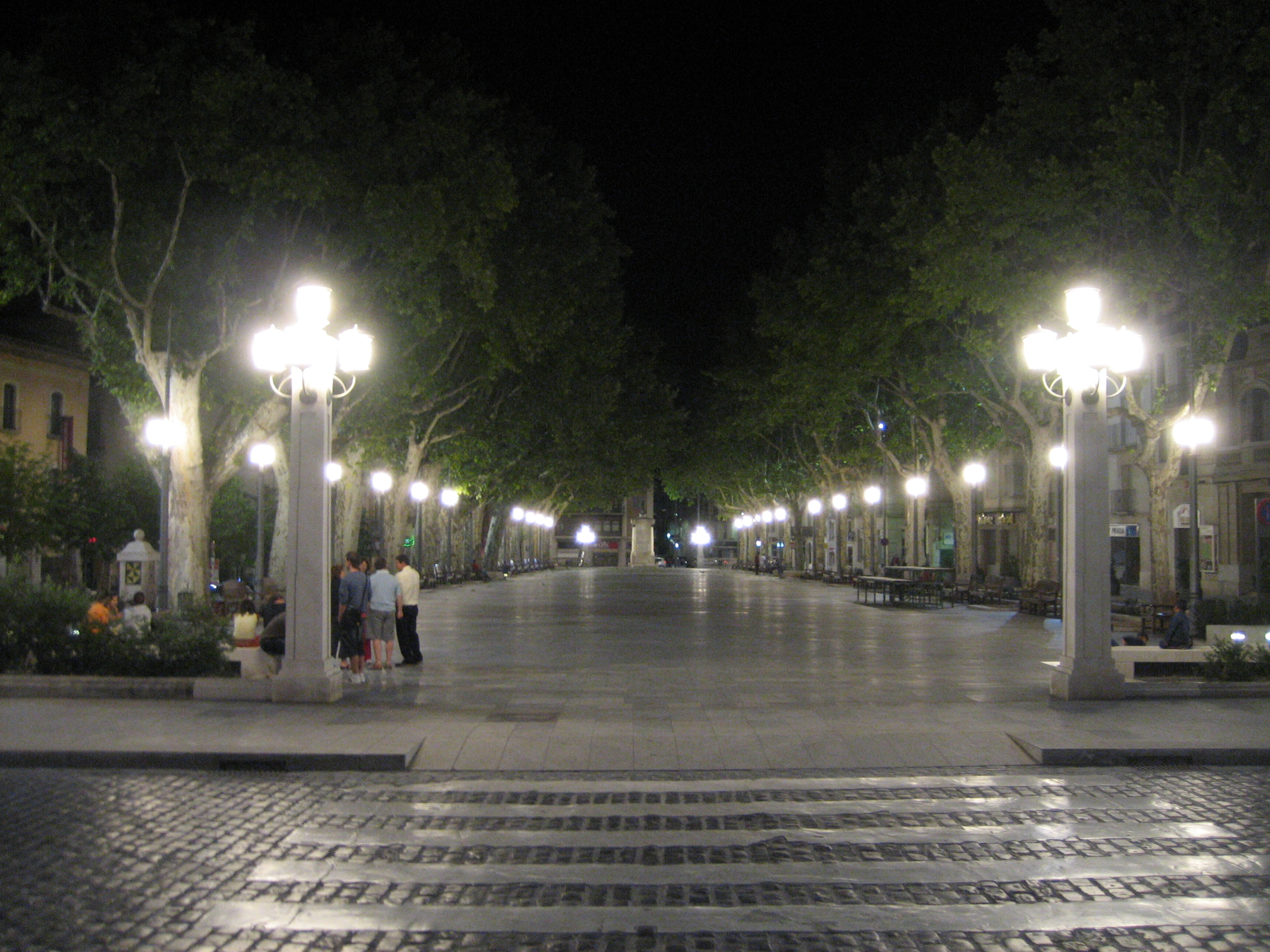
Rambla de Figueres

Figueres (Spaans: Figueras) is een kleine stad in de Spaanse autonome regio Catalonië, in de provincie Girona. Het is de hoofdstad van de comarca Alt Empordà. De stad bevindt zich 36 kilometer ten noordoosten van Girona, zo'n 10 kilometer ten westen van de Costa Brava. Ze is gelegen in een vlakte op 40 meter boven zeeniveau, net ten zuiden van de Pyreneeën en dicht bij de Franse grens. Figueres telt 45.726 inwoners (1 januari 2016).
De stad is geboorte- en laatste rustplaats van de surrealistische schilder Salvador Dalí. In de Figueres bevindt zich het Dalí-museum met een van de grootste collecties werken van de schilder. Het is ook de geboorteplaats van de Catalaanse dans, de sardana.

## Geschiedenis
De naam Figueres is een verbastering van Ficaris, een naam die stamt uit de tijd van de Visigoten. In 1297 kreeg Figueres van Koning Jaime I haar eerste primaire stadsrechten. Van de oude stadsmuur is alleen nog de toren Torre Gorgot te zien, als onderdeel van het Dalí-museum. 
In de 19e eeuw groeide het dorp Figueres uit tot een bekende plek in de wijde omgeving en kreeg de plaats officiële stadsrechten. In 1938, tijdens de Spaanse Burgeroorlog, werd Figueres zwaar gebombardeerd, toen duizenden Spanjaarden probeerden te vluchten naar Frankrijk. Pas rond 1955 begon men aan de wederopbouw van de stad, tijdens de Franco-dictatuur. In de daaropvolgende decennia heeft vooral de toeristische belangstelling voor het Dalí-museum de plaats aanzienlijk doen groeien.

## Handelsstad
Figueres is altijd een handelsstad geweest. Het was de eerste stad van de provincie Girona met echte winkelstraten. Het historische centrum van Figueres kent een groot aantal winkels, met name op het gebied van delicatessen en kleding. Het trekt mensen uit de wijde omgeving aan.

## Bezienswaardigheden
- Castell de Sant Ferran: het kasteel van Figueres dat werd gebouwd in 1743. Het is met een omtrek van 5,6 kilometer het grootste historische monument van Catalonië.
- Església de Sant Pere: de grootste kerk van Figueres, gebouwd in gotische en neogotische stijl.

### Salvador Dalí
In Figueres bevindt zich het Teatre-Museu Dalí, oftewel het Dalí-museum, dat volledig is gewijd aan de werken van de surrealistische kunstenaar Salvador Dalí. Het gebouw waarin het museum is gevestigd was van 1849 tot 1939 een theater, totdat het deels werd verwoest door bombardementen tijdens de burgeroorlog. In 1974 werd het in gebruik genomen als Dalí-museum. Het is sindsdien het op een na meest bezochte museum van Spanje, na het Museo del Prado in Madrid. Elke zaal of ruimte in het museum is eigenlijk een kunstwerk, vol met schilderijen, beelden, meubels en andere objecten. Dalí werkte zelf mee aan het ontwerp en de bouw van het museum. Aan de buitenkant lijkt het museum op het oorspronkelijke theater, met een aantal bijzondere beelden aan de zijkanten. Dalí overleed op 23 januari 1989 en zijn graftombe bevindt zich vlak bij de ingang van het museum.

### Andere musea
- Museu del Joguet de Catalunya:[1] Speelgoedmuseum van Catalonië
- Museu de l'Empordà: Historisch museum over de comarca Alt Empordà
- Museu del Rellotge Martí Amiel: Horlogemuseum, met meer dan 3000 exemplaren
- Museu de la Tècnica de l'Empordà

## Demografische ontwikkeling
Bron: INE; 1857-2011: volkstellingen
Opm.: In 1857 werd de gemeente San Pablo de la Calzada en in 1981 werd de gemeente Vilatenim geannexeerd

## Transport

### Spoorwegen

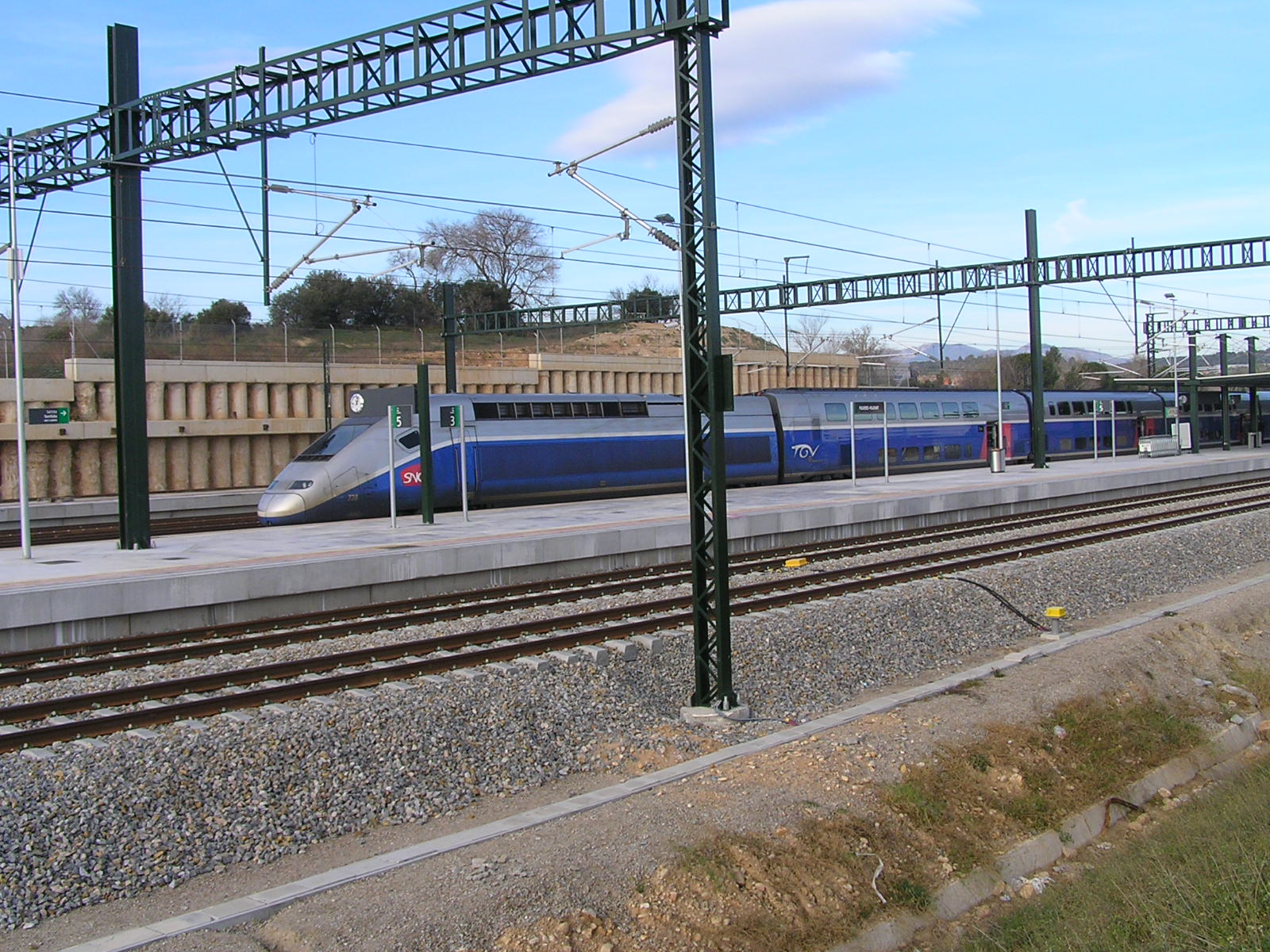
TGV in Figueres-Vilafant

Deze stad wordt vanouds bediend door de breedspoorlijn van Barcelona naar Cerbère aan de Spaans Franse grens. Sinds 17 februari 2009 is de Hogesnelheidslijn Perpignan - Figueres geopend. Eerst eindigde de spoorlijn in een niemandsland op stootbuffers, daar aan de Spaanse kant de aansluitingen op het spoornet nog niet klaar waren. Vanaf december 2010 zijn twee Franse TGV-treinen doorgetrokken naar Figueres-Vilafant, een nieuw station gelegen aan de Zuidwestkant van de stad. Vandaar is een verbindingsspoorlijn aangelegd naar de bestaande spoorlijn voor aansluitende breedspoortreinen. De hogesnelheidslijn naar Barcelona is verder afgebouwd en Figueres heeft een eigen aansluiting op het binnenlandse hogesnelheidslijnen-spoornet.

### Wegverkeer
Gezien de korte afstand tot Frankrijk passeert veel verkeer van noordelijk Europa naar plaatsen dieper in  Spanje v.v. de stad. Afstanden naar andere steden:
- Barcelona: 140 kilometer
- Girona: 36 kilometer
- Lleida: 240 kilometer
- Madrid: 735 kilometer
- Marseille: 373 kilometer
- Perpignan: 65 kilometer
- Toulouse: 253 kilometer

## Geboren in Figueres
- Narcís Monturiol (1819-1885), uitvinder van de onderzeeboot
- Salvador Dalí (1904-1989), kunstschilder
- Vicenç Pagès i Jordà (1963-2022), schrijver en hoogleraar
- Javier Bosma (1969), beachvolleyballer
- Mónica Naranjo (1974), zangeres

## Overleden
- Alexandre Deulofeu (1903-1978), politicus
- Salvador Dalí (1904-1989), kunstschilder